# Chiesa della Santissima Trinità (Arco)
La chiesa della Santissima Trinità è una chiesa evangelica luterana situata ad Arco, in provincia di Trento; è l'unica chiesa protestante di tutto il Trentino.

## Storia

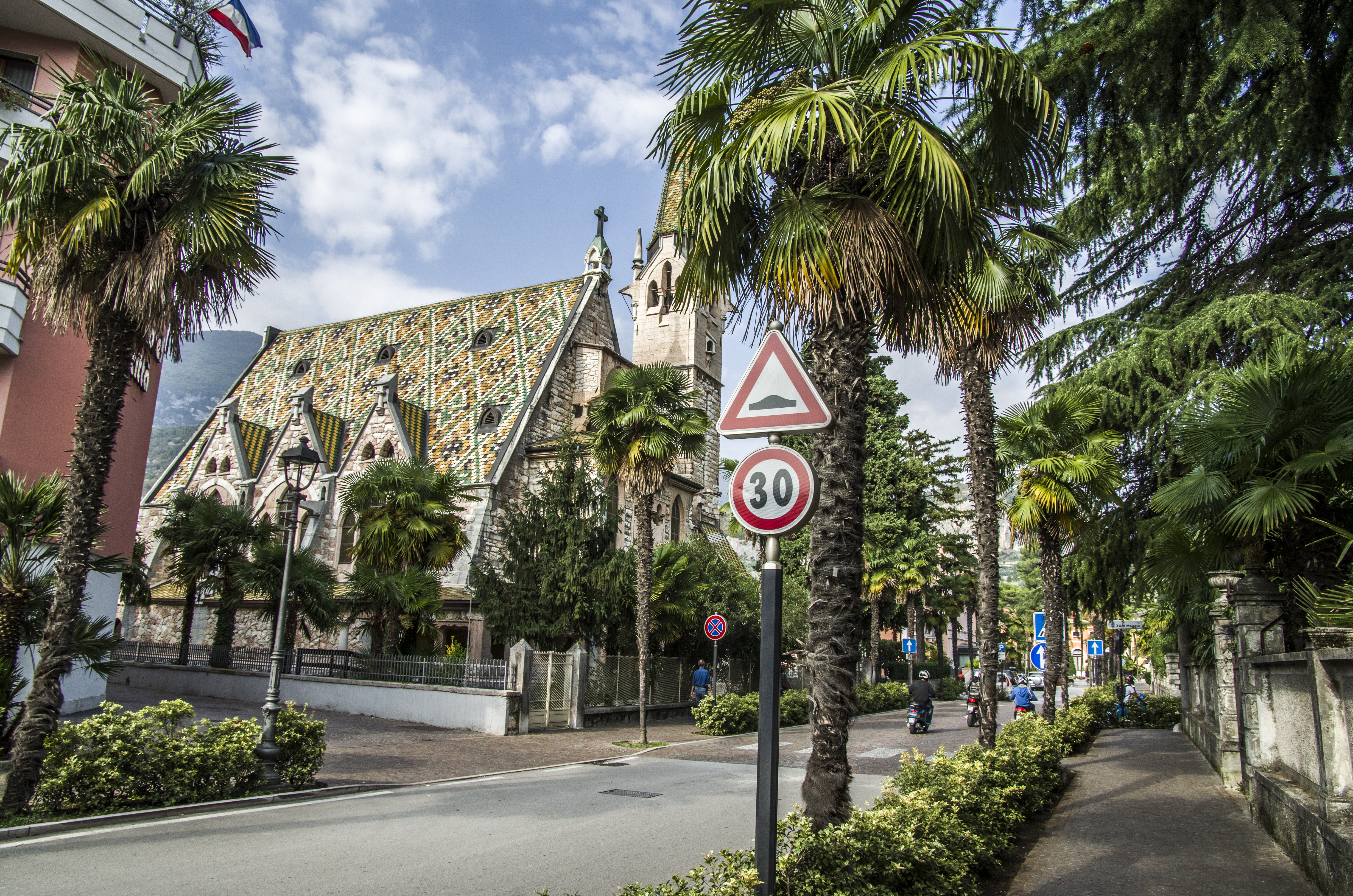
Vista laterale

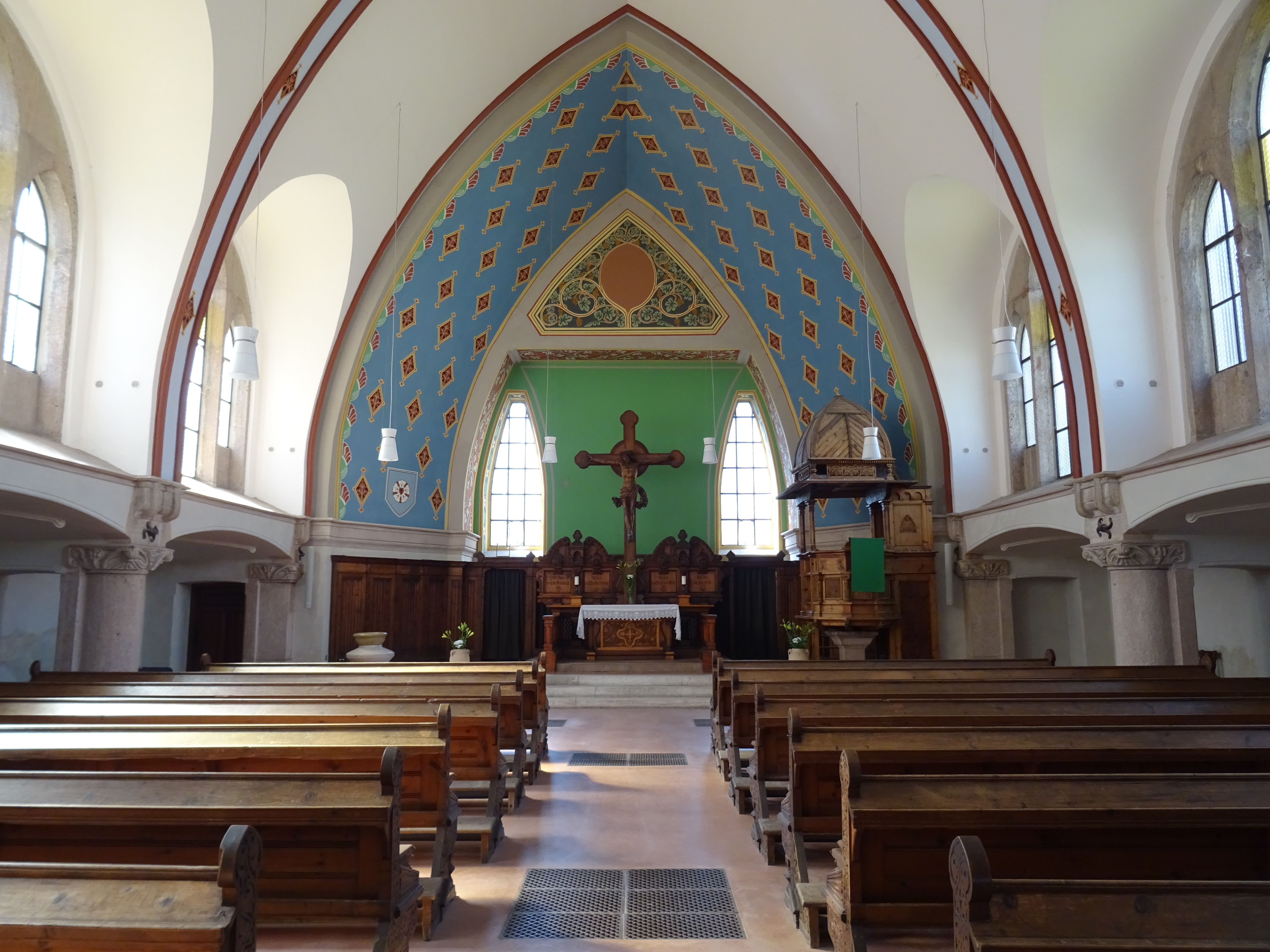
Interno

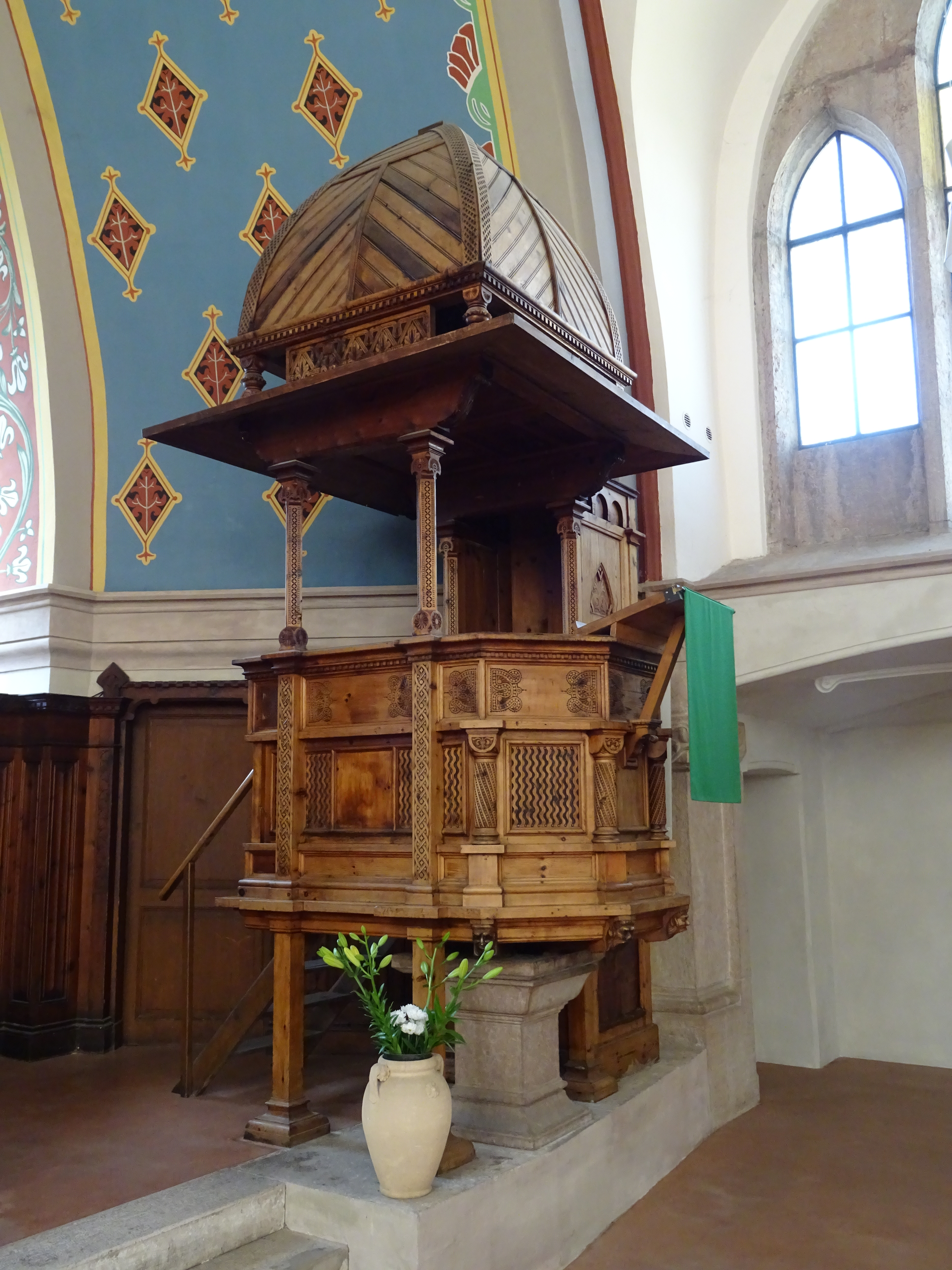
Il pulpito

L'edificio sorse per volontà della comunità evangelica luterana a cavallo tra Ottocento e Novecento, periodo in cui molte persone di fede protestante e di lingua tedesca soggiornavano ad Arco in estate. Il progetto venne affidato all'architetto amburghese Heinrich Fricke, e della costruzione si occupò la ditta di Paolo Peterlongo e Francesco Tomasi di Riva, sotto la direzione di Giulio Mahlsein; la posa della prima pietra fu il 31 marzo 1897, e i lavori terminarono con la consacrazione il 18 febbraio 1900.
Arco si svuotò durante la Grande Guerra e la chiesa, oltre a venire adibita a stalla e alloggio per i soldati, venne anche danneggiata da una granata italiana. Nel primo dopoguerra la struttura rimase abbandonata; le funzioni protestanti ripresero nel 1924, e due anni dopo vennero anche montate le nuove campane in sostituzione di quelle requisite per il conflitto, tuttavia a lungo termine non fu possibile proseguire il culto luterano. Nel 1934-35 la chiesa venne così presa in carico dalla comunità cattolica come sussidiaria della collegiata di Arco, cambiando anche la dedicazione in favore di santa Teresa di Lisieux.
Dal 1970-72 è ritornata, riprendendo l'intitolazione originale, alla Chiesa Evangelica Luterana in Italia, facente capo alla sede di Merano; danneggiata dal terremoto del Friuli del 1976, venne sottoposta a restauro nel 1991-94, e poi ancora tra il 2011 e il 2019. L'edificio, per accordo con il comune di Arco, è anche sede di concerti e altri eventi culturali.

## Descrizione
La chiesa, orientata verso ovest, è costruita con pietra rossa e grigia, e si presenta con facciata a capanna dagli spioventi molto ripidi, con tetto ricoperto da colorate tegole in maiolica e grandi vetrate tripartite sulle fiancate. A destra della facciata si eleva il campanile, terminante con un'alta guglia.
L'interno, composto da un'unica navata, è molto più semplice e austero, ispirato allo stile tedesco settentrionale e tirolese. I fianchi e la controfacciata sono percorsi da un basso atrio corrente che sorregge la volta ogivale; il presbiterio è occupato da arredi lignei coevi alla chiesa, opera dei fratelli Colli di Innsbruck, tra cui il pulpito e l'altare, sul quale domina un grande crocifisso e che contiene una lastra in marmo risalente al periodo di culto cattolico.